# Úpolový sport

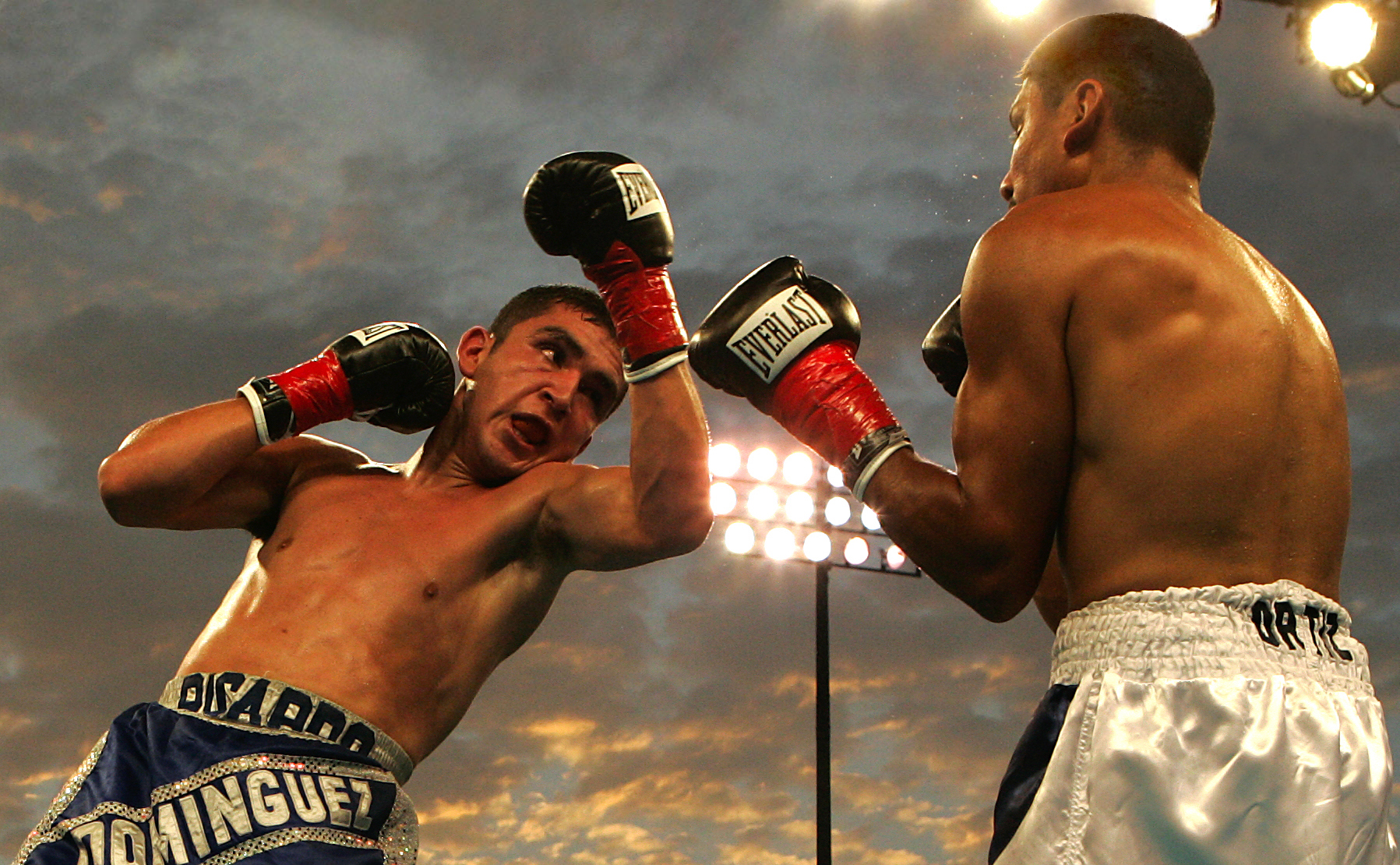
Box - jeden z úpolových sportů

Úpolový sport nebo zkráceně úpol nebo moderně bojový sport (anglicky Combat Sport) je tělesná aktivita, při kterém dochází ke kontaktu s protivníkem. V přímém kontaktu se usiluje o překonání soupeřova odporu nebo o jeho přemožení. Konfliktní situace řeší sebeobrana.

## Definice
Základní podstatou úpolů je simulace skutečného boje pomocí předem určených pravidel. Úpoly rozvíjejí mimo tělesných funkcí ve velkém především anticipaci a schopnost psychicky snášet bolestivé pocity z úderů nebo submisí (páčení, škrcení apod.). Úpolové sporty připravují v maximální míře jedince pro profese vojáků a policistů nebo v současné době profesionálních zápasníků (mixed martial arts, wrestling, K-1...), hokejistů (bodycheking, enforcering), ragbistů (skládání soupeře) apod. sportů kde je pravidly povolen tvrdý tělesný kontakt.

## Původ
Úpoly vznikaly v různých podobách od dávných dob jako příprava na válku. Po příchodu střelných zbraní ve středověku byl znatelný úbytek, který v Evropě vedl až k zániku původních znalostí.
Nejpočetnější a nejpropracovanější jsou úpoly z dálného východu z důvodů udržení a rozvoje znalostí prakticky do konce 19. století.

## Dělení
- Základní úpoly – průprava pro úpolové sporty např. přetahování lanem
- Úpolové sporty – jsou vymezená pravidly a pravidelně se v nich konají mistrovské soutěže (mistrovství kraje, mistrovství republiky, mistrovství světa apod.)
- Sebeobrana a bojové akce úpolového charakteru – tvoří součást výcviku zvláštních jednotek všech armád světa a bezpečnostních složek

### Úpolové (bojové) sporty
1. Sporty s užitím zejména úderů na určitou část těla – britský box, francouzský box, karate ("japonský" box), kickboxing (full-contact, semi-contact), thajský box, ju-jitsu (bojové), sambo (bojové), čínský box (wušu), taekwondo atd.
2. Sporty s užitím chvatů a znehybnění – olympijský zápas (zápas ve volném stylu, zápas řecko-římský), judo (japonský zápas), sambo (zápas), ju-jitsu (ne-waza), grappling, sumó, kuraš, belt wrestling, tradiční zápas (schwingen, sirum, turecký zápas, íránský zápas, mongolský zápas...) atd.
3. Sporty s užitím zbraní – šerm (sportovní), kendó

### Sebeobrana
1. Sebeobrana s užitím zbraní bodných a sečných – džudžucu
2. Sebeobrana s užitím tyčí různých délek
3. Sebeobrana s užitím mlatů
4. Sebeobrana s užitím náhodně získaných předmětů
5. Sebeobrana beze zbraně – aikido, džudžucu